# Characidium pteroides
Characidium pteroides är en fiskart som beskrevs av Eigenmann, 1909. Characidium pteroides ingår i släktet Characidium och familjen Crenuchidae. IUCN kategoriserar arten globalt som livskraftig. Inga underarter finns listade i Catalogue of Life.